# Sillus dubius
Sillus dubius is een spinnensoort in de taxonomische indeling van de buisspinnen (Anyphaenidae).
Het dier behoort tot het geslacht Sillus. De wetenschappelijke naam van de soort werd voor het eerst geldig gepubliceerd in 1937 door Arthur Merton Chickering.